# Driekamerstelsel
Een driekamerstelsel is de aanduiding voor een parlementair systeem waarbij de wetgevende macht uit drie kamers bestaat.
Een voorbeeld van een parlement met een driekamerstelsel was het Zuid-Afrikaanse parlement ten tijde van het apartheidsregime, volgens de grondwet van 1984. De drie toenmalige kamers van het Zuid-Afrikaanse parlement werden ieder afzonderlijk door blanken, kleurlingen en Aziaten gekozen. 
Het socialistische Joegoslavië kende in de afzonderlijke republieken ook een driekamerstelsel: een producentenkamer (zbor združenega dela), waarnaar de bedrijven afgevaardigden stuurden, een maatschappelijk-politieke kamer (družbenopolitični zbor), die bestond uit vertegenwoordigers van de partij en andere organisaties en een gemeentekamer (zbor občin), waarin de lokale bestuurseenheden waren vertegenwoordigd. Dit corporatistische systeem kende verkiezingen, die niet rechtstreeks, maar getrapt waren.
Deze term zou ook kunnen gelden voor de Franse Staten-Generaal, die bestonden uit drie zogenoemde standen.